# Xiaomi Mi 2
Xiaomi Mi 2 (Cinese: 小米手机2) è uno smartphone prodotto da Xiaomi. È stato un dispositivo di fascia alta. Il dispositivo è dotato di una CPU Qualcomm Snapdragon 600 quad-core da 1,5 GHz.

## Specifiche tecniche
Il bordo dello Xiaomi Mi 2 è principalmente realizzato in plastica, con gli slot per schede SIM situati all'interno. La porta microUSB si trova nella parte inferiore del dispositivo con il jack audio nella parte superiore del dispositivo. I tasti di accensione e del volume sono posizionati sul lato destro del dispositivo. Nella parte superiore del dispositivo c'è la fotocamera anteriore e i sensori di prossimità. I bordi del dispositivo sono disponibili nei colori: bianco, verde, giallo, blu rosso e rosa. Lo schermo del dispositivo è più grande rispetto al suo predecessore, con un 4.3 pollici, 720p IPS capacitivo LCD touchscreen con una risoluzione di 342ppi, e con il Dragontrail glass.

## Software
Lo Xiaomi Mi 2 viene distribuito con a bordo la MIUI.

## Aggiornamenti
Gli aggiornamenti per lo Xiaomi Mi 2 erano disponibili in tre forme: stabili, sviluppatore e giornaliero. Le build stabili sono di solito rilasciate ogni mese, le build sviluppatore sono rilasciate ogni settimana e sono contrassegnate come beta, mentre le versioni giornaliere sono disponibili solo per i beta tester scelti da MIUI.
Xiaomi a novembre 2017 annuncia che l'ultimo firmware disponibile per lo Xiaomi Mi 2 sarà la MIUI 9.

## Versioni
Lo Xiaomi Mi 2 è stato anche prodotto in due versioni:
- Lo Xiaomi Mi 2A, che differiva dal Mi2 per un processore Xiaolong S4 Pro (dual-core a 1.7 GHz), 1 GB di RAM e 16 GB di memoria interna, schermo da 4,5" HD e batteria agli ioni di litio da 2030 mAh anziché 2000;[1]
- Lo Xiaomi Mi 2S, che differiva dal Mi2 per avere una CPU clockata a 1,7 GHz anziché a 1,5, per la fotocamera posteriore da 13 MP nella versione con 32 GB di memoria e il Wi-Fi 802.11 a/b/g/n dual-band.[2]

## Vedi altro
- Xiaomi
- MIUI
- Smartphone